# Маркус Хіпфль
Маркус Хіпфль (нім. Markus Hipfl; нар. 26 квітня 1978) — колишній австрійський тенісист.
Найвищу одиночну позицію світового рейтингу — 63 місце досяг 18 лютого 2002, парну — 381 місце — 1 травня 2000 року.
Здобув 2 одиночні титули.
Найвищим досягненням на турнірах Великого шолома було 2 коло в одиночному розряді.
Завершив кар'єру 2008 року.

## Юніорські фінали турнірів Великого шолома

### Одиночний розряд: 1 (1 поразка)
| Результат | Рік  | Турнір                           | Покриття | Суперник        | Рахунок  |
| --------- | ---- | -------------------------------- | -------- | --------------- | -------- |
| Поразка   | 1996 | Відкритий чемпіонат США з тенісу | Тверде   | Даніель Ельснер | 3–6, 2–6 |

## Фінали турнірів ATP за кар'єру

### Одиночний розряд: 1 (1 поразка)
| Легенда                         |
| ------------------------------- |
| Турніри Великого шлема (0–0)    |
| Фінали Світового туру ATP (0–0) |
| Серія Мастерс ATP (0–0)         |
| Серія турнірів ATP (0–0)        |
| Світова серія ATP (0–1)         |

| Фінали за покриттям |
| ------------------- |
| Тверде (0–0)        |
| Ґрунт (0–1)         |
| Трава (0–0)         |
| Килим (0–0)         |

| Фінали за типом корту |
| --------------------- |
| Відкритий корт (0–1)  |
| Закритий корт (0–0)   |

| Результат | В-П | Дата     | Турнір                 | Рівень           | Покриття | Суперник        | Рахунок  |
| --------- | --- | -------- | ---------------------- | ---------------- | -------- | --------------- | -------- |
| Поразка   | 0–1 | Тра 2001 | Санкт-Пельтен, Австрія | Серія Інтернешнл | Ґрунт    | Андреа Гауденці | 0–6, 5–7 |

## Фінали ATP Челленджер і ITF Ф'ючерс

### Одиночний розряд: 8 (2–6)
| Легенда              |
| -------------------- |
| ATP Челленджер (2–6) |
| ITF Ф'ючерс (0–0)    |

| Фінали за покриттям |
| ------------------- |
| Тверде (0–1)        |
| Ґрунт (2–5)         |
| Трава (0–0)         |
| Килим (0–0)         |

| Результат | В-П | Дата     | Турнір                         | Рівень     | Покриття | Суперник           | Рахунок            |
| --------- | --- | -------- | ------------------------------ | ---------- | -------- | ------------------ | ------------------ |
| Перемога  | 1–0 | Сер 1998 | Ансфельден, Австрія            | Челленджер | Ґрунт    | Клеменс Тріммель   | 6–2, 6–0           |
| Перемога  | 2–0 | Гру 1998 | Гвадалахара (Мексика), Мексика | Челленджер | Ґрунт    | Юнес Ель-Айнауї    | 6–7, 7–6, 7–6      |
| Поразка   | 2–1 | Лют 1999 | Хошимін, В'єтнам               | Челленджер | Тверде   | Йон ван Лоттум     | 6–7, 2–6           |
| Поразка   | 2–2 | Тра 1999 | Ешпіню, Португалія             | Челленджер | Ґрунт    | Гастон Гаудіо      | 4–6, 1–6           |
| Поразка   | 2–3 | Сер 1999 | Ансфельден, Австрія            | Челленджер | Ґрунт    | Аттіла Шавольт     | 1–6, 0–6           |
| Поразка   | 2–4 | Кві 2001 | Барлетта, Італія               | Челленджер | Ґрунт    | Фелікс Мантілья    | 3–6, 0–1 ret.      |
| Поразка   | 2–5 | Сер 2001 | Сан-Марино, Сан-Марино         | Челленджер | Ґрунт    | Хуан Антоніо Марін | 2–6, 6–2, 6–7(3–7) |
| Поразка   | 2–6 | Сер 2001 | Лінц, Австрія                  | Челленджер | Ґрунт    | Ян Вацек           | 6–1, 1–6, 2–6      |

### Парний розряд: 1 (0–1)
| Легенда              |
| -------------------- |
| ATP Челленджер (0–0) |
| ITF Ф'ючерс (0–1)    |

| Фінали за покриттям |
| ------------------- |
| Тверде (0–0)        |
| Ґрунт (0–1)         |
| Трава (0–0)         |
| Килим (0–0)         |

| Результат | В-П | Дата     | Турнір               | Рівень  | Покриття | Партнер       | Суперники                          | Рахунок  |
| --------- | --- | -------- | -------------------- | ------- | -------- | ------------- | ---------------------------------- | -------- |
| Поразка   | 0–1 | Чер 2008 | Словенія F2, Марибор | Ф'ючерс | Ґрунт    | Марко Мірнеґґ | Рубен Бемельманс Барт де Керсмакер | 1–6, 3–6 |

## Часовий графік результатів
| W | Ф | ПФ | ЧФ | #Р | КТ | К# | DNQ | A | NH |

### Одиночний розряд
| Турніри Великого шлему                 |     |     |     |     |     |              |              |              |        |      |     |
| Відкритий чемпіонат Австралії з тенісу |     | К2р | 1р  | 1р  |     | 2р           |              | К1р          | 0 / 3  | 1–3  | 25% |
| Відкритий чемпіонат Франції з тенісу   | К1р |     | 1р  | 2р  | 1р  | 1р           | К1р          |              | 0 / 4  | 1–4  | 20% |
| Вімблдонський турнір                   |     |     | 1р  | 1р  | 1р  | 1р           |              |              | 0 / 4  | 0–4  | 0%  |
| Відкритий чемпіонат США з тенісу       |     |     | 2р  | 1р  | 1р  |              | К1р          |              | 0 / 3  | 1–3  | 25% |
| В-П                                    | 0–0 | 0–0 | 1–4 | 1–4 | 0–3 | 1–3          | 0–0          | 0–0          | 0 / 14 | 3–14 | 18% |
| Тур ATP Мастерс 1000                   |     |     |     |     |     |              |              |              |        |      |     |
| Індіан-Веллс                           |     |     |     | К1р |     | К1р          |              |              | 0 / 0  | 0–0  | –   |
| Відкритий чемпіонат Маямі з тенісу     |     |     |     | 1р  | 2р  |              |              |              | 0 / 2  | 1–2  | 33% |
| Монте-Карло                            |     |     |     | К2р | 2р  | 2р           | К1р          |              | 0 / 2  | 2–2  | 50% |
| Гамбург                                |     |     |     |     | К1р | К2р          |              |              | 0 / 0  | 0–0  | –   |
| Рим                                    |     |     |     |     | К1р | 2р           |              |              | 0 / 1  | 1–1  | 50% |
| Штутгарт                               |     |     |     |     | К1р | Не проводили | Не проводили | Не проводили | 0 / 0  | 0–0  | –   |
| Париж                                  |     |     |     |     | К1р |              |              |              | 0 / 0  | 0–0  | –   |
| В-П                                    | 0–0 | 0–0 | 0–0 | 0–1 | 2–2 | 2–2          | 0–0          | 0–0          | 0 / 5  | 4–5  | 44% |